# Sawa (Michiejew)
Sawa, imię świeckie Aleksandr Jewgienjewicz Michiejew (ur. 10 maja 1980 w Permie) – rosyjski biskup prawosławny.

## Życiorys
Urodził się w rodzinie robotniczej w Permie, jeszcze w dzieciństwie przeniósł się razem z rodzicami do Kasimowa. W 2001 ukończył moskiewskie seminarium duchowne, po czym został zatrudniony jako wykładowca liturgiki i homiletyki w szkole duchownej w Riazaniu oraz jako sekretarz metropolity riazańskiego Szymona. Ten sam hierarcha przyjął od niego 27 listopada 2001 wieczyste śluby mnisze i nadał imię Sawa na cześć św. Sawy Uświęconego. 2 grudnia 2001 mnich Sawa został wyświęcony na hierodiakona, zaś dwa dni później – na hieromnicha. W 2002 podjął wyższe studia teologiczne na Moskiewskiej Akademii Duchownej, w trybie zaocznym (ukończone w 2007); od 2003 studiował również na Riazańskim Państwowym Instytucie Pedagogicznym (ukończył w 2008).
W 2005, za zgodą arcybiskupa riazańskiego Pawła, przeniósł się do monasteru św. Mikołaja w Babajewsku w eparchii jarosławskiej i rostowskiej, gdzie po przejściu w stan spoczynku zamieszkał metropolita Szymon. Był również sekretarzem arcybiskupa jarosławskiego oraz dziekanem monasteru św. Mikołaja. Od 2007 pracował ponadto w seminarium w Jarosławiu. W 2007 uzyskał tytuł kandydata nauk teologicznych za pracę poświęconą Dymitrowskiemu monasterowi Przemienienia Pańskiego i św. Jakuba w Rostowie. Od 2008 był prorektorem seminarium w Jarosławiu ds. pracy naukowej i wychowawczej. W 2009 otrzymał godność igumena. W kwietniu tego roku został dziekanem dekanatu rostowskiego oraz proboszczem parafii przy cerkwiach Wniebowstąpienia Pańskiego i Zwiastowania w Jarosławiu. W czerwcu tego samego roku został dziekanem Dymitrowskiego Monasteru Przemienienia Pańskiego i św. Jakuba w Rostowie, zaś w październiku – jego przełożonym (namiestnikiem). W październiku 2009 podjął ponadto pracę nad dysertacją doktorską w dziedzinie teologii nt. monasteru Objawienia Pańskiego i św. Abrahamiusza w Rostowie.
22 marca 2011 Święty Synod Rosyjskiego Kościoła Prawosławnego mianował go przełożonym stauropigialnego Monasteru Nowospasskiego w Moskwie. 30 maja 2011 otrzymał natomiast nominację na biskupa woskriesieńskiego, wikariusza eparchii moskiewskiej miejskiej.
28 czerwca 2011 podniesiony do godności archimandryty. 11 lipca tego samego roku, w głównym soborze monasteru Wałaam, miała miejsce jego chirotonia biskupia, w której jako konsekratorzy wzięli udział patriarcha moskiewski i całej Rusi Cyryl, metropolita kruticki i kołomieński Juwenaliusz, metropolita sarański i mordowski Warsonofiusz, arcybiskupi pietrozawodzki i karelski Manuel, riazański i kasimowski Paweł, wieriejski Eugeniusz, jarosławski i rostowski Cyryl, siergijewo-posadski Teognost oraz biskupi troicki Pankracy, sołnecznogorski Sergiusz i rybiński Beniamin.
Od grudnia 2011 kierował wikariatem południowo-wschodnim oraz wikariatem obejmującym tereny przyłączone do miasta Moskwy w grudniu tego samego roku, w ramach eparchii moskiewskiej miejskiej. W 2014 r. został natomiast pierwszym zastępcą kanclerza Patriarchatu.
Postanowieniem Świętego Synodu z 14 lipca 2018 r., przeniesiony na katedrę twerską; jednocześnie stanął na czele metropolii twerskiej. W 2019 r. został dodatkowo mianowany kanclerzem Patriarchatu Moskiewskiego, jednak po dziewięciu miesiącach zrezygnował z urzędu, a Synod przyjął jego dymisję.
W 2020 r. został przeniesiony na katedrę wołogodzką.